# Mastododera lateralis
Mastododera lateralis är en skalbaggsart som först beskrevs av Guérin-Méneville 1844.  Mastododera lateralis ingår i släktet Mastododera och familjen långhorningar.
Artens utbredningsområde är Madagaskar. Inga underarter finns listade i Catalogue of Life.